# Bai

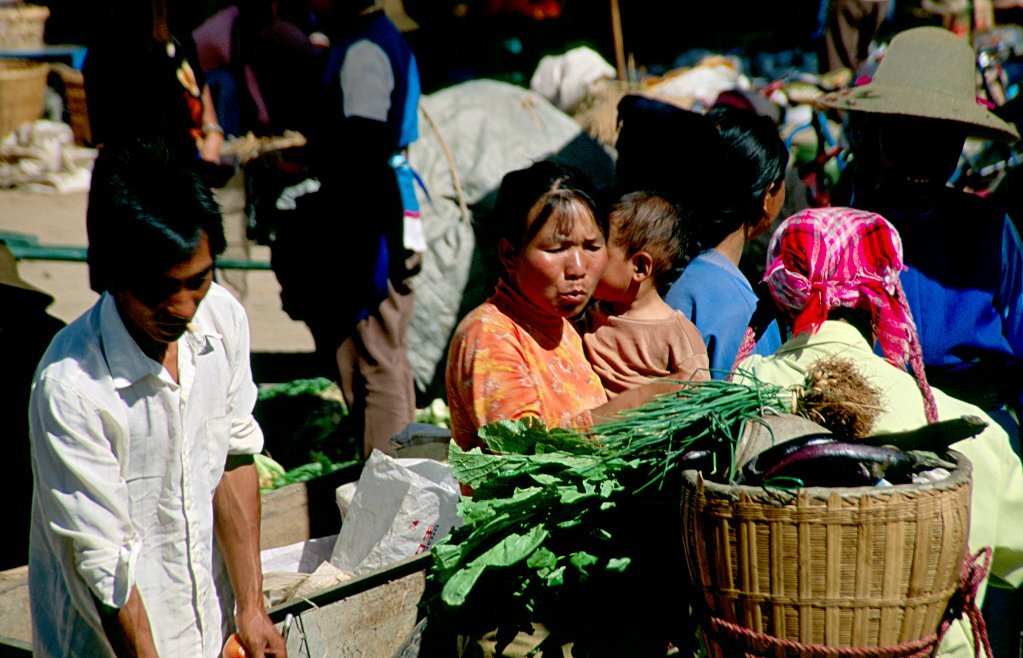
Bai auf einem Markt am Erhai-See

Die Bai sind eine der 56 durch die Volksrepublik China anerkannten Nationalitäten. Die Bai haben 1.936.155 Angehörige (Zensus 2010). Ihre Muttersprache – das gleichnamige Bai – wird zu den tibetobirmanischen Sprachen gezählt, aber nur noch von der Hälfte der Menschen gesprochen.
Die Bai nennen sich selbst Bairt‧zix [pɛ tsz̩], Bairt‧zix‧Bairt‧yvnx [pɛ tsz̩ pɛ jṽ̩], Bairt‧horx [pɛ xo], Bairt‧ngvrt‧zix‧horx [pɛ ŋv̩ tsz̩ xo] und Bairt‧yin [pɛ ĩ]; auf Chinesisch heißen sie offiziell 白族, Pinyin: Báizú, früher auch 民家,  Mínjiā etc. Weitere Bezeichnungen bzw. Schreibweisen für die Bai sind Pai/Petsi, Minkia, Labbu, Nama, Leme etc. Historisch bildeten die Bai die kulturelle Elite im Königreich Nanzhao, das zwischen 738 und 937 existierte. Aufgrund langdauernder enger kultureller Kontakte zu den Han haben die Bai die chinesische Schrift übernommen.
Die Bai leben größtenteils im autonomen Bezirk Dali der Provinz Yunnan, in der Stadt Bijie der Provinz Guizhou und im Kreis Sangzhi der Provinz Hunan.

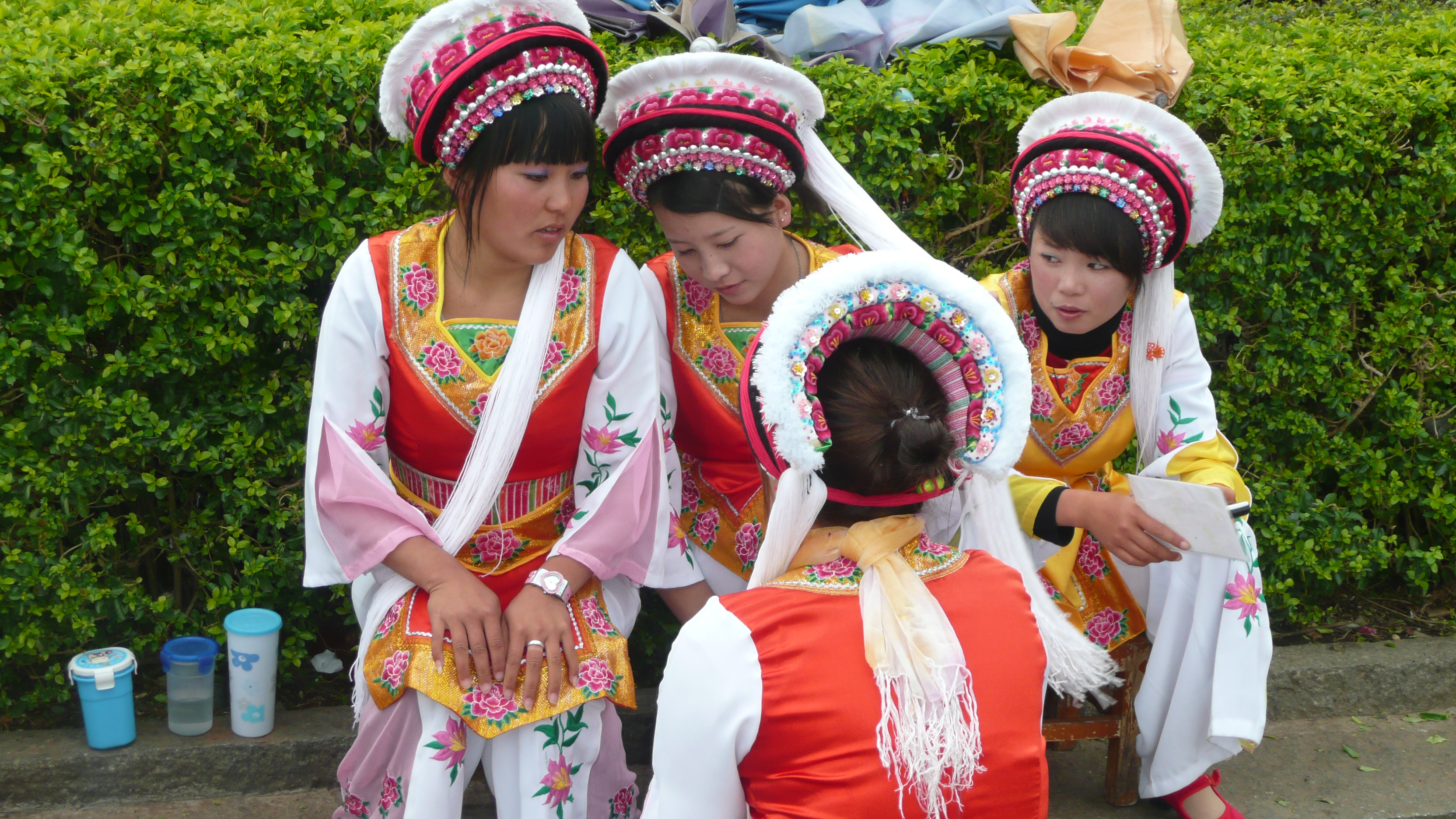
Bai-Mädchen in traditionellen Kostümen in der Altstadt von Dali

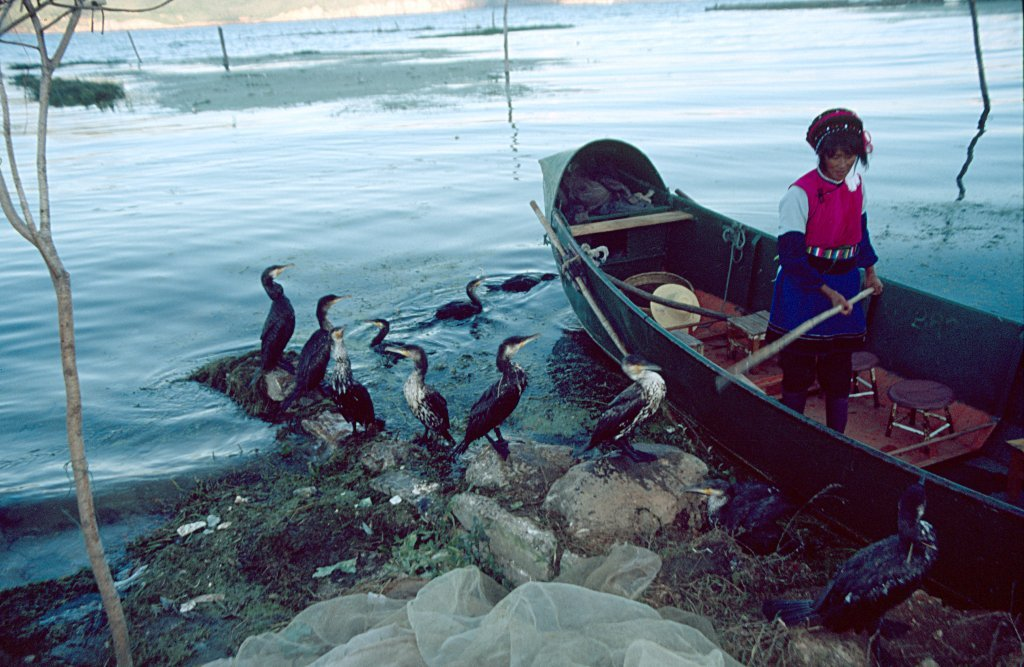
Die Bai sind durch das Kormoranfischen bekannt

## Verbreitung
Verbreitung der Bai auf Provinzebene nach den Daten des Zensus 2010:
| Gebiet              | Zahl      | Anteil aller Bai Chinas |
| ------------------- | --------- | ----------------------- |
| Volksrepublik China | 1.936.155 | 100,00 %                |
| Yunnan              | 1.564.901 | 080,83 %                |
| Guizhou             | 0 179.510 | 09,27 %                 |
| Hunan               | 0 115.678 | 05,97 %                 |
| Guangdong           | 0 16.692  | 00,86 %                 |
| Zhejiang            | 0 11.685  | 00,60 %                 |
| Sichuan             | 0 9.449   | 00,49 %                 |
| Hubei               | 0 6.410   | 00,33 %                 |
| Jiangsu             | 0 4.020   | 00,21 %                 |
| Fujian              | 0 4.008   | 00,21 %                 |
| Shanghai            | 0 3.893   | 00,20 %                 |
| Peking              | 0 3.493   | 00,18 %                 |
| VBA                 | 0 2.645   | 00,14 %                 |
| Guangxi             | 0 2.489   | 00,13 %                 |
| Jiangxi             | 0 1.621   | 00,084 %                |
| Chongqing           | 0 1.569   | 00,081 %                |
| Shandong            | 0 1.247   | 00,064 %                |
| Hebei               | 0 859     | 00,044 %                |
| Anhui               | 0 692     | 00,036 %                |
| Tianjin             | 0 686     | 00,035 %                |
| Henan               | 0 581     | 00,030 %                |
| Liaoning            | 0 559     | 00,029 %                |
| Shaanxi             | 0 486     | 00,025 %                |
| Innere Mongolei     | 0 443     | 00,023 %                |
| Xinjiang            | 0 407     | 00,021 %                |
| Tibet               | 0 395     | 00,020 %                |
| Qinghai             | 0 320     | 00,017 %                |
| Hainan              | 0 305     | 00,016 %                |
| Gansu               | 0 291     | 00,015 %                |
| Jilin               | 0 276     | 00,014 %                |
| Ningxia             | 0 213     | 00,011 %                |
| Shanxi              | 0 183     | 00,009 %                |
| Heilongjiang        | 0 149     | 00,008 %                |

## Religion
Die Bai sind größtenteils Buddhisten, praktizieren teilweise aber auch überkommene ethnische Religionen.
Im autonomen Bezirk Dali gibt es auch größere christliche (insbesondere römisch-katholische und protestantische Gemeinden), denen viele Bai angehören.